# IBM Shoebox
L'IBM Shoebox (littéralement La boite à chaussures d'IBM) était un ordinateur IBM créé en 1961 capable d'exécuter des fonctions mathématiques et de fournir une reconnaissance automatique de la parole. Il était capable de reconnaître 16 mots, y compris les chiffres de 0 à 9, à l'oral.
Il a été développé par William Dersch dans le laboratoire de la division de développement de systèmes avancés d'IBM.

## Histoire
Il a été exposé au Pavillon IBM lors de l'Exposition universelle de Seattle de 1962.
Il avait à peu près la taille et la forme d’une boîte à chaussures américaine standard, d'où son nom. Il était équipé d'un écran composé de dix petites lampes étiquetées avec les chiffres de 0 à 9 et d'un microphone attaché. En prononçant le nom du chiffre dans le microphone, le voyant du chiffre approprié s'allumera.
À l'intérieur de la boîte se trouvaient une alimentation, trois filtres audio analogiques et des circuits diodes-résistances-logiques (vraisemblablement). La conception permettait de reconnaître le nom de chaque chiffre « Zéro », « Un », « Deux » … « Neuf », ainsi que le son du début, du milieu et de la fin. (parfois sans milieu). Et que chaque son était aigu, moyen ou grave. Exemple : « Cinq » est aigu-moyen-aigu. « Zéro » est un son aigu-moyen-faible. Le microphone était connecté aux trois filtres audio pour le passage haut, moyen et bas. Les filtres ont verrouillé le décodeur logique et ont allumé l'une des dix lampes[réf. nécessaire].
Les premiers développements dans le domaine du traitement du langage naturel, comme l'IBM Shoebox, ont influencé le développement dans des domaines tels que la reconnaissance vocale, y compris des éléments tels que la « numérotation vocale », le « routage des appels » et le « contrôle automatisé des appareils ».

### Traduction
- (en) Cet article est partiellement ou en totalité issu de l’article de Wikipédia en anglais intitulé « IBM Shoebox » (voir la liste des auteurs).